# 羅德斯島戰記
《羅德斯島戰記》是水野良創作的奇幻小說，以虛構世界「霍塞利亞」之中的詛咒之島「羅德斯島」為舞台的劍與魔法奇幻故事，內容敘述劍士帕恩從無名小卒到羅德斯騎士的成長歷程。

## 故事背景
魔神戰爭末期，百位勇者闖入召喚魔神之地──最深奧迷宮。抵達魔神王跟前時只剩下七位：
- 法恩：瓦利斯王國聖騎士隊長，下任國王之最有利候補（瓦利斯國王採遴選制）。
- 貝魯特：人稱紅髮之傭兵，使起大劍所向無敵，但個性豪邁不受拘束，故選擇傭兵生涯不仕君主。
- 弗雷貝：南方矮人族王國「石之王國」國王，但國家已被魔神群全滅，人稱「鐵之王」。身穿由真銀打造而成的鎧甲。
- 渥特：以「荒野之賢者」聞名於全島，擅長所有古代語魔術，知識領域更無人可及。
- 妮絲：瑪法教團的高司祭，曾解開冰龍之詛咒，人稱「瑪法之愛女」。
- 卡拉：魔法戰士，除此之外都是謎。
- 芙勞絲：法利斯神官戰士，認為貝魯特才是有能力統一羅德斯島的霸主。

在戰爭中芙勞絲為掩護貝魯特而死，臨終遺言：「我相信你一定能統一羅德斯島的……」。
其餘六人打倒魔神王後被稱頌為六英雄，但貝魯特為了實現芙勞絲的遺言，拿著魔神王所持之劍Soul-Crash（碎魂之劍）前往了故鄉黑暗之島馬莫，成了英雄戰爭的開端。
故事建立在一個被稱為「詛咒之島」的羅德斯島上。據說，在遠古的諸神戰爭中，大地女神為了不讓破壞女神的力量污染整個大地而將這座島與大陸分開。島上居住著各種魔獸、可謂禁地的最深奧迷宮、及上古被妖精封印的「不歸之森」等。

## 用語

### 神話觀
羅德斯是眾神爭鬥所分離的詛咒之島，在島上各處還有眾神神蹟的遺址。羅德斯的宗教，與其說類似基督教，不如說表面類基督、核心為Group SNE設定的哲學概念延伸，如法拉理斯的無限制自由至上主義就很類似無政府主義者。
不過在某方面，羅德斯的諸神與希臘諸神有極大的相似處，並不是單一神祇的宗教觀，而是被基督教派稱為異教的自然崇尚。如大地女神瑪法與希臘神話的蓋亞或農神等相似。

### 五色魔龍
為羅德斯島上的五隻最强大的生物 － 金鱗龍王邁先、火龍流星、水龍艾勃拉、冰龍布拉姆德、黑翼邪龍納斯。他們是諸神戰爭之後，十二隻古龍中倖存的五隻。
由於古魔法王國卡斯特魯的魔法儀式失敗，蠻族大舉入侵，末代太守薩魯邦在王國被蠻族消滅之前，將五件所謂「太守的祕寶」寶物交付這五隻魔龍守護，並對五隻魔龍設下咒縛，命其守護祕寶，不得棄祕寶而去。
- 金鱗龍王邁先：
為五色魔龍中個性較為溫和者，智能亦為五條龍當中最高者，身披金色長髭，原名不詳，休眠於摩斯公國的阿波拉山脈。
在六英雄時代的魔神戰爭中，海蘭公國的公王邁先二世得到聖女妮絲與魔法師渥特的協助，使牠得以從太守薩魯邦的咒縛中解放出來，也因此人們都以「邁先」相稱之。
麥森守護之太守秘寶為「生命之杖」，其無論傷勢大小，都可以使任何的傷口復原，甚至於可以使死去的肉體復甦。
在它自太守咒縛中解放後，其守護的祕寶也交給了瑪法神殿收藏。在邪神戰爭中，邁先與海蘭公國的龍騎士團，一同協助聯合軍擊退瑪莫帝國。
- 火龍流星：
為五色魔龍中能力最強、個性最為殘暴者，有著金色的雙眼、紅色的鱗片、還有巨大的四對翅膀，休眠於火龍山中。
由於流星受到太守咒縛的拘束，無法離開火龍山一帶，所以即便火龍山附近的土地肥沃，卻始終沒有人居住。後來羅德斯島戰亂四起，導致許多難民不得不在火龍山附近定居下來，以致時有居民遭龍慘殺的事件發生，所以當地又有「火龍的狩獵場」之稱。
弗雷姆國王卡修為了避免更多的人民受害，於是聯合自由騎士帕恩共同打倒流星，帕恩更因此而與亞俢拉姆結下英雄惜英雄的不解之緣。
流星守護之太守秘寶為「支配的權杖」，得到它的人可以使任何人服從自己的命令，黑騎士亞俢拉姆為了實現貝魯特皇帝統一羅德斯島的夢想，不惜一切的渴望得到它。
- 冰龍布拉姆德：
個性溫和，休眠於亞拉尼亞王國北部的白龍山脈，年齡爲五條龍中最高者，在魔神戰爭前，其咒縛為聖女妮絲所解除，並與人類和平共處。後來被尋找「支配的權杖」的亞修拉姆所打倒。
布拉姆德守護之太守秘寶為「真實之鏡」，可以看見世界的任何角落，甚至看透任何人的內心。在魔神戰爭時遭灰色的魔女卡拉所盜走。
- 水龍艾勃拉：
個性為五色魔龍中最穩重者，只會攻擊侵犯自己的人。體色青綠、體型有如巨大的蟒蛇，休眠於自由貿易都市萊汀外海的青龍島上。後來被尋找「支配的權杖」的亞修拉姆所打倒。
艾勃拉守護之太守秘寶為「魂之水晶球」，可以召喚死者的靈魂，黑之導師巴古納德千方百計想得到「魂之水晶球」及「生命之杖」，即是為了復活邪神卡蒂絲，並引發了邪神戰爭。
- 黑翼邪龍納斯：
個性為五色魔龍中最邪惡者，並非古龍，只是一條老龍罷了。全身散發黑色的鱗光，休眠於暗黑之島瑪莫。
納斯解除咒縛的時間不明，但推測是為黑之導師巴古納德所解放，從此之後納斯即受巴格納德的指揮及支配，並成為瑪莫帝國的守護者。在邪神戰爭中，為金鱗龍王邁先所擊退。
納斯守護之太守祕寶為「知識的額冠」，其藏有古代卡斯特魯王國所有的知識，巴古納德即藉此得知了復活邪神卡蒂絲以及轉生為不死之王的方法。

在新羅德斯島戰記中，因為被巴古納德的弟子使用龍爪權杖支配，並被迫協助阻撓馬莫公國。最後在史帕克持用龍爪權杖的命令及自身意志的驅使下永遠離開羅德斯島，於龍人的島上定居。

## 作品系列
- コンプティーク誌上記事‧D&Dリプレイ第1部（未刊行）
- コンプティーク誌上記事‧D&Dリプレイ第2部（未刊行）
- コンプティーク誌上記事‧D&Dリプレイ第3部（未刊行）
- 小説「ロードス島戦記 灰色の魔女」 ISBN 4-04-460401-0
- 小説「ロードス島戦記2 炎の魔神」 ISBN 4-04-460402-9
- 小説「ロードス島戦記3 火竜山の魔竜（上）」 ISBN 4-04-460404-5
- 小説「ロードス島戦記4 火竜山の魔竜（下）」 ISBN 4-04-460405-3
- 小説「ロードス島戦記5 王たちの聖戦」 ISBN 4-04-460407-X
- 小説「ロードス島戦記6 ロードスの聖騎士（上）」 ISBN 4-04-460409-6
- 小説「ロードス島戦記7 ロードスの聖騎士（下）」 ISBN 4-04-460410-X
- ロードス島戦記RPG
- ロードス島戦記RPGコンパニオン

## 關聯作品
- 《劍之世界》（ソード・ワールドRPG）
- 《羅德斯島傳說》（ロードス島伝説）
- 《新羅德斯島戰記》（新ロードス島戦記）
- 《羅德斯島戰記 誓約的寶冠》（ロードス島戦記 誓約の宝冠記）
- 《羅德斯島戰記-英雄騎士傳-》（ロードス島戦記-英雄騎士伝-）
- 《水晶國傳說》（クリスタニア）
- 《魔法戰士李維》（魔法戦士リウイ）
- 《羅德斯島戰記（OVA）》（OVA动画）

### 新羅德斯島戰記
新羅德斯島戰記是水野良所著的小說，羅德斯島戰記的續篇。中文版譯本由台灣角川代理出版。敘述在三次大戰爭「魔神戰爭」、「英雄戰爭」、「邪神戰爭」之後，由當初打倒黑魔術師巴古納德的騎士—史派克擔任馬莫公國公王所延伸的劇情。
- 新羅德斯島戰記 序章 炎之繼承者 ISBN 9867993721
- 新羅德斯島戰記 1 暗黑森林的魔獸 ISBN 9867993918
- 新羅德斯島戰記 2 新生的魔帝國 ISBN 9867664043
- 新羅德斯島戰記 3 黑翼邪龍 ISBN 9867664280
- 新羅德斯島戰記 4 命運的魔船 ISBN 9867299256
- 新羅德斯島戰記 5 邪教的末日(上) ISBN 9861740511
- 新羅德斯島戰記 6 終焉的邪教(下) ISBN 9861743405

## 外部連結
- Group SNE （页面存档备份，存于） 日文
- Lodoss☆Collection （页面存档备份，存于） 日文
- 哈泥蛙的羅德島 （页面存档备份，存于） 中文